# ティエナン・コストリー
ティエナン・コストリー（Tiennan Costley、2000年6月14日 - ）は、ジャパンラグビーリーグワンコベルコ神戸スティーラーズに所属するラグビー選手。

## プロフィール
- ニュージーランド出身[1]。
- ポジションはフランカー(FL)、ナンバーエイト(No8)。
- 身長 191 cm、体重 100 kg
- 愛称は「タマ」。マオリ語で「男の子」という意味。呼びやすいため、自分からそのように名乗っている[2]。
- 日本代表キャップは6。（2024年9月21日現在）

## 略歴
2019年、ウエストレイク・ボーイズハイスクール卒業後、環太平洋大学に入る。
2022年、環太平洋大学ラグビー部の主将に就任。
2023年1月、アーリーエントリーでコベルコ神戸スティーラーズに加入。同年3月4日に行われたJAPAN RUGBY LEAGUE ONE第10節ブレイブルーパス東京戦にて先発出場でリーグワン公式戦初出場を果たした。同月、環太平洋大学卒業。
2024年6月22日に行われたリポビタンDチャレンジカップ2024イングランド戦にて先発出場で日本代表初キャップ獲得。同年、マオリ・オールブラックス戦にJAPAN XVとして出場した。